# 山倉古墳群
山倉古墳群 （やまくらこふんぐん）は、千葉県市原市西広にあった古墳群。1号墳出土埴輪は千葉県指定有形文化財に指定されている。
4世紀から6世紀後半にかけての古墳群で、埼玉県鴻巣市の生出塚埴輪窯跡で生産された埴輪を使用した古墳群としては、神奈川県横浜市緑区十日市場町の北門古墳群とともに最も南に位置していた。

## 概要

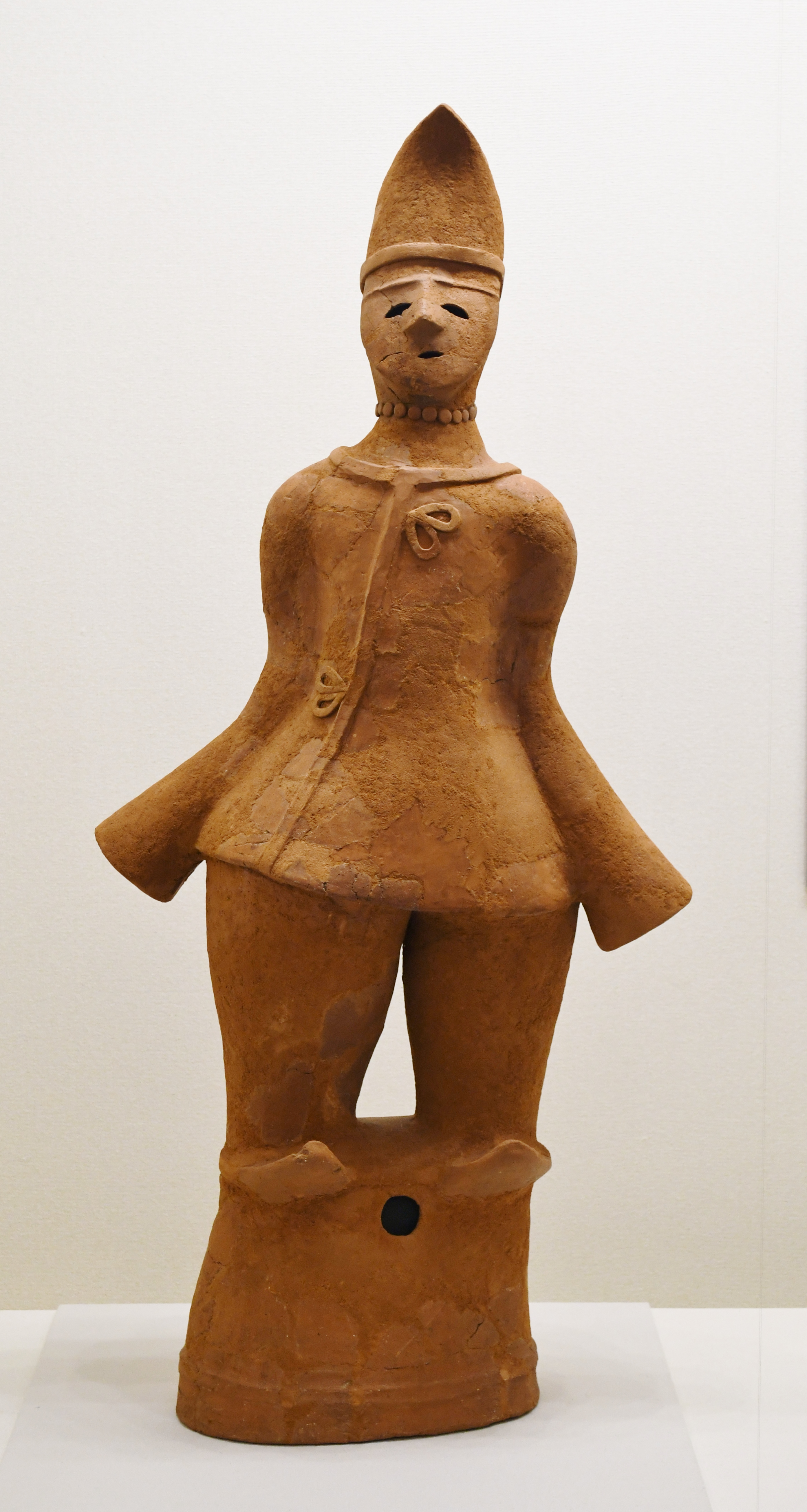
1号墳出土
筒袖表現の人物埴輪松戸市立博物館企画展示時に撮影。

養老川に面した台地の上にあり、台地の突端から、前期の円墳（5号墳）・中期の円墳（4号墳）・後期の帆立貝形古墳（3号墳）・後期の円墳（2号墳）・後期の前方後円墳（1号墳）の順で並ぶように築造された（古墳時代前期の方墳（6号墳）だけやや離れた位置にあった）。 
古墳群は、1970年代の国分寺台から西広地区の住宅地造成で台地が削られるにあたり、1974年（昭和49年）8月から1975年（昭和50年）3月まで、上総国分寺台遺跡調査団（遺跡調査会）により発掘調査された。発掘後は住宅地になり消滅した。
1号墳は全長47メートルの前方後円墳で、盗掘を受けたうえ、前方部には鎌倉時代（12世紀末から13世紀）に常滑焼の甕を蔵骨器にした墓が作られていたが、土師器や須恵器のほか、円筒埴輪や、器物・人物を象った形象埴輪が多数出土した。形の類似性や粘土成分の分析の結果、埼玉県鴻巣市にある生出塚埴輪窯の製品であることが判明した。
現在の埼玉県から千葉県市原市まではるばる運ばれたものだが、生出塚埴輪窯の埴輪は、神奈川県横浜市の北門古墳群1号墳でも発見され、遠隔地まで広く供給されたことがわかっている。先のとがった靴を履き、頭巾のような被り物をして、腕丈が長く手の先が見えないような筒袖の服を纏った人物埴輪は、生出塚埴輪窯跡のほか、北門古墳群でも出土しており、類似性が顕著である。
1号墳の埴輪は、2006年（平成24年）12月27日に市原市指定有形文化財（考古資料）に指定されたのち、2020年（令和2年）3月10日に千葉県指定有形文化財に指定されている。

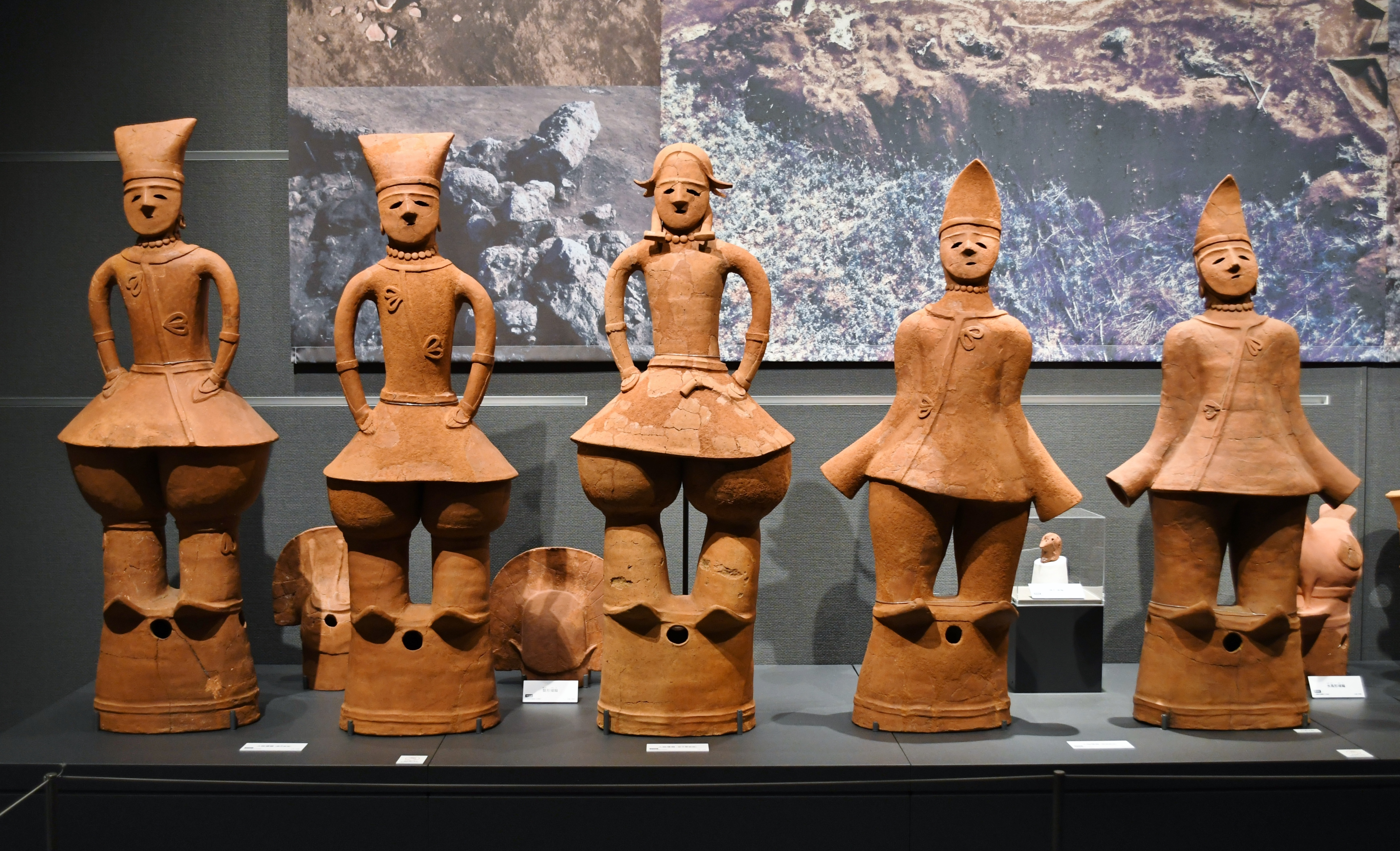
人物埴輪 市原歴史博物館展示（他画像も同様）。
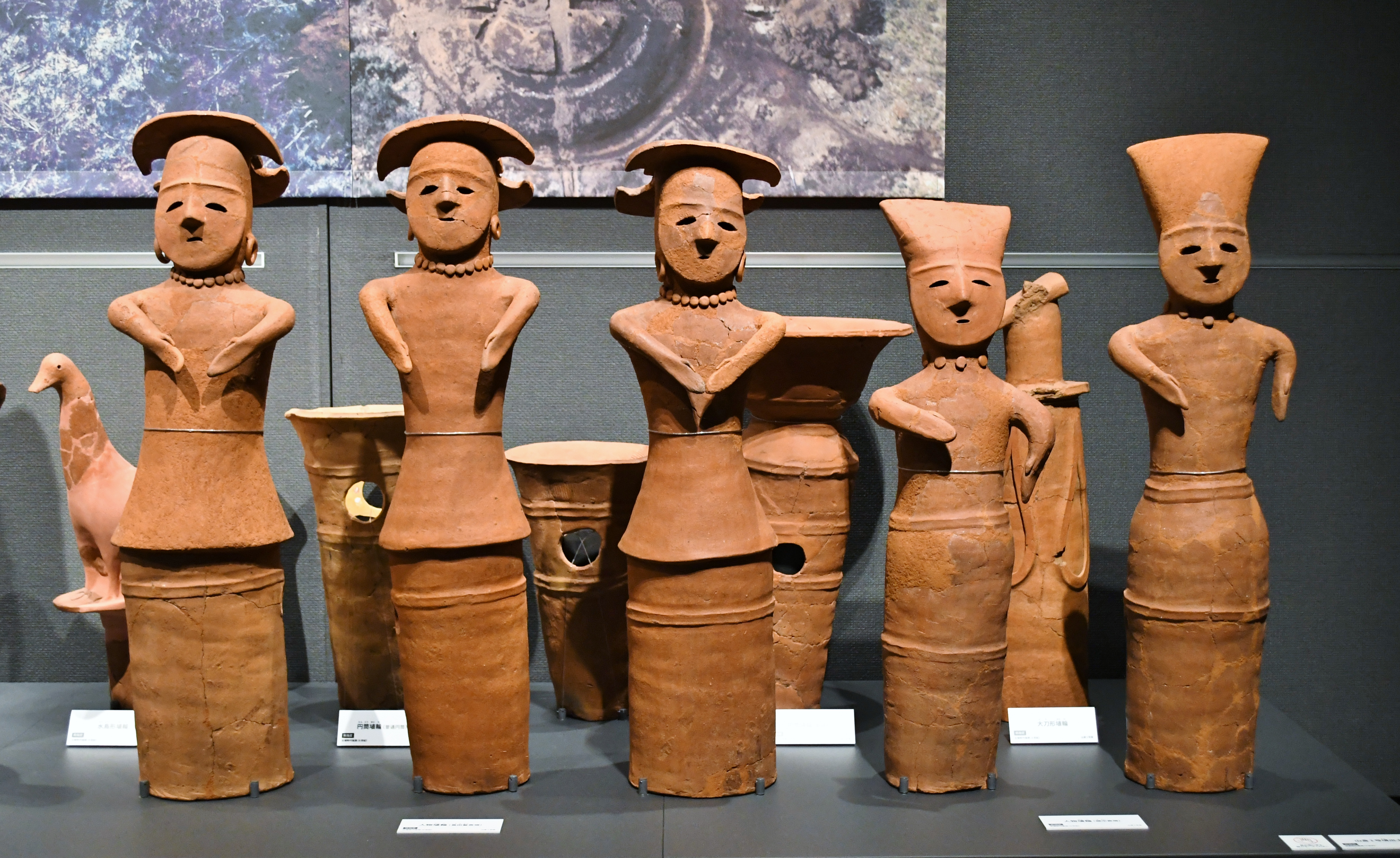
人物埴輪
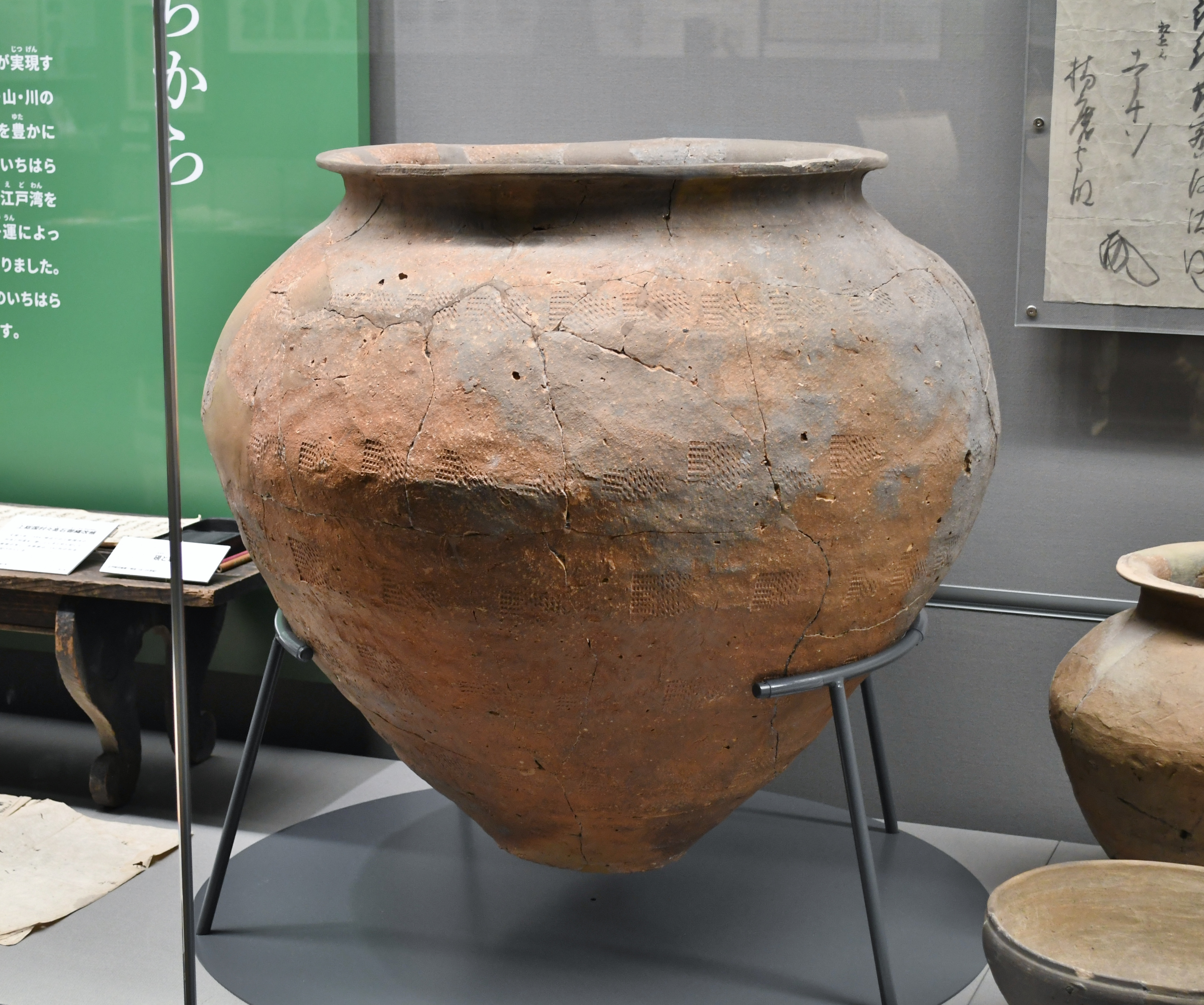
常滑大甕

## 文化財

### 千葉県指定文化財
- 有形文化財
  - 山倉1号墳出土埴輪（考古資料） - 市原市埋蔵文化財調査センター保管。2020年（令和2年）3月10日指定。

## 参考図書
- 千葉県文化財センター 編『千葉県文化財センター研究紀要第4号』財団法人千葉県文化財センター、1979年3月31日、68-69頁。
- 市原市埋蔵文化財調査センター 編『上総国分寺台遺跡調査報告11 市原市山倉古墳群』市原市教育委員会、2004年3月22日、1-240頁。
- 横浜市埋蔵文化財センター（編）「古墳に樹てられた埴輪たち－戸塚区上矢部町富士山古墳と緑区北門1号墳の埴輪－」（PDF）『埋文よこはま』第17号、横浜市ふるさと歴史財団、2008年3月28日。